# Aeroportul Masasi
Aeroportul Masasi (IATA: XMI, ICAO: HTMI) este un aeroport din Regiunea Mtwara, Tanzania.
Situat la o altitudine de 518 m, aeroportul dispune de o singură pistă. Este operat de Tanzania Airports Authority⁠(d).